# Башмачок мелкоцветковый
Башмачо́к мелкоцветковый (лат. Cypripedium parviflorum) — вид травянистых растений секции Cypripedium, рода Cypripedium, семейства Орхидные.
Некоторые систематики рассматривают Башмачок мелкоцветковый, как широко распространенный комплекс видов, систематическое положение которых в настоящее время изучается. Иногда рассматривается как разновидность Башмачка настоящего (Cypripedium calceolus).
Относится к числу охраняемых видов (II приложение CITES).

## Естественные разновидности

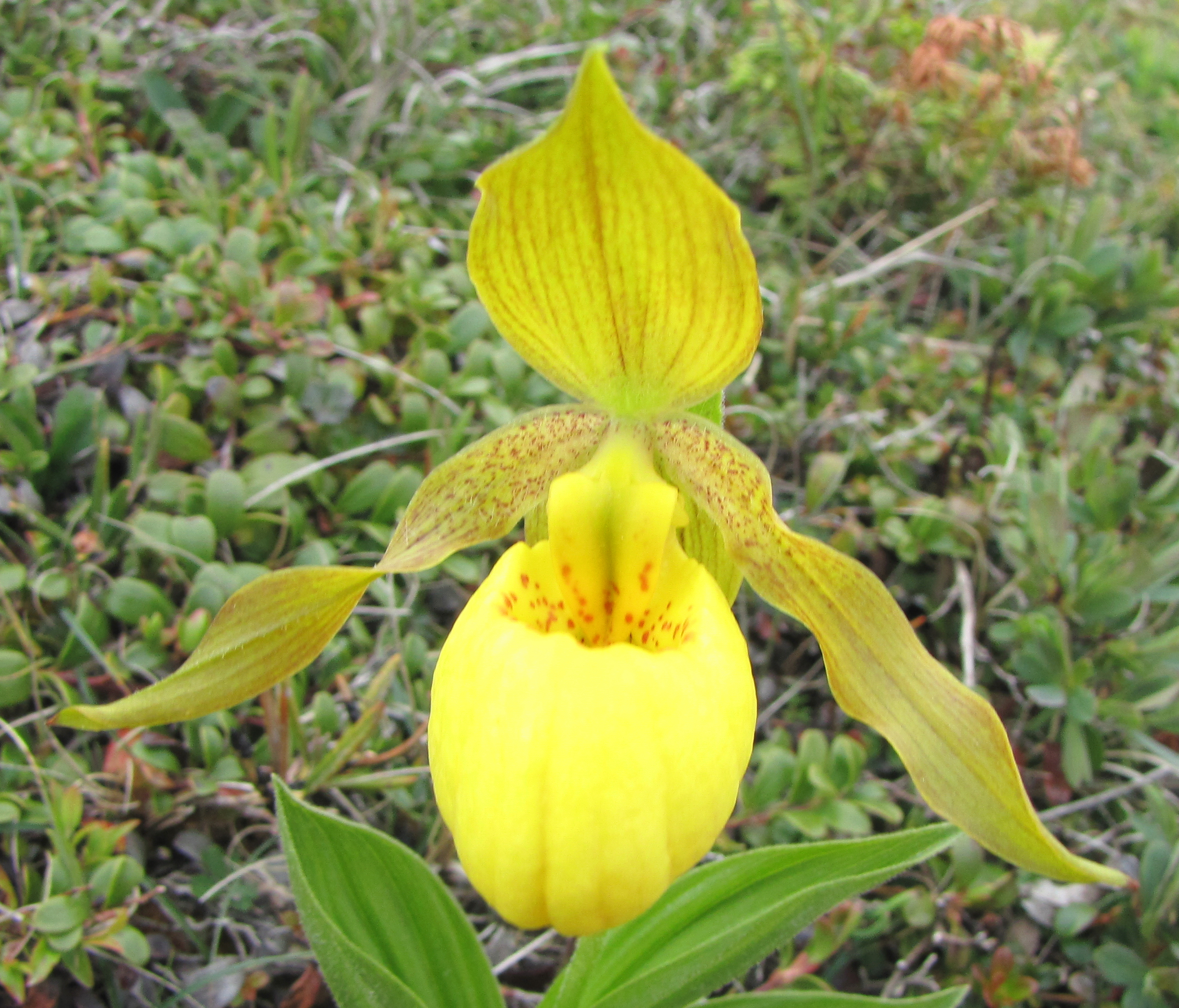
Cyp. parviflorum var. pubescens

По данным World Checklist of Selected Plant Families (Королевские ботанические сады Кью):
- Cypripedium parviflorum var. exiliens Sheviak, 2010 (Аляска).
- Cypripedium parviflorum var. makasin (Farw.) Sheviak, 1993 (Субарктический пояс Северной Америки и северо-восток Калифорнии). 
Цветки небольшие, губа 15—29 мм; чашелистики и лепестки обычно с налётом тёмно-красновато-коричневого цвета, аромат интенсивный, сладкий[5].
- Cypripedium parviflorum var. parviflorum (Северная Каролина и Восток США) 
Цветки мелкие, губа 22—34 мм; чашелистики и лепестки с пятнами тёмно-красновато-коричневго цвета. От Новой Англии до Канзаса и на юг[5].
- Cypripedium parviflorum var. pubescens (Willd.) O.W.Knight, 1906 (Субарктический пояс Северной Америки). 
Цветки обычно большие, губа до 54 мм, в некоторых северных бореальных и горных популяциях около 20 мм. Чашелистики с пятнистым, полосатым и сетчатым красновато-коричневым рисунком[5].

## Естественные гибриды
- Cypripedium × andrewsii Fuller, 1932 (= Cyp. candidum × Cyp. parviflorum var. pubescens)
- Cypripedium × columbianum Sheviak, 1992 (= Cyp. montanum × Cyp. parviflorum var. pubescens)
- Cypripedium × herae Ewacha & Sheviak, 2004 (= Cyp. parviflorum × Cyp. reginae)

## Распространение и экология
Северная Америка (от Аляски до Новой Шотландии, на юг до Небраски и Джорджии).
Обнаружен в 42 из 48 штатов в США, а также на Аляске (отсутствует только в Калифорнии, Флориде, Луизиане, Неваде, Оклахоме и Орегоне), а также во всех 10 провинциях Канады и двух из трех территорий (отсутствует в Нунавут).
Встречается, как под пологом леса, так и на открытых участках лугов субарктического пояса. Почвы супесчаные, суглинки, разлагающийся листовой опад, углубления заполненные листовым перегноем на каменистых склонах.

## Ботаническое описание

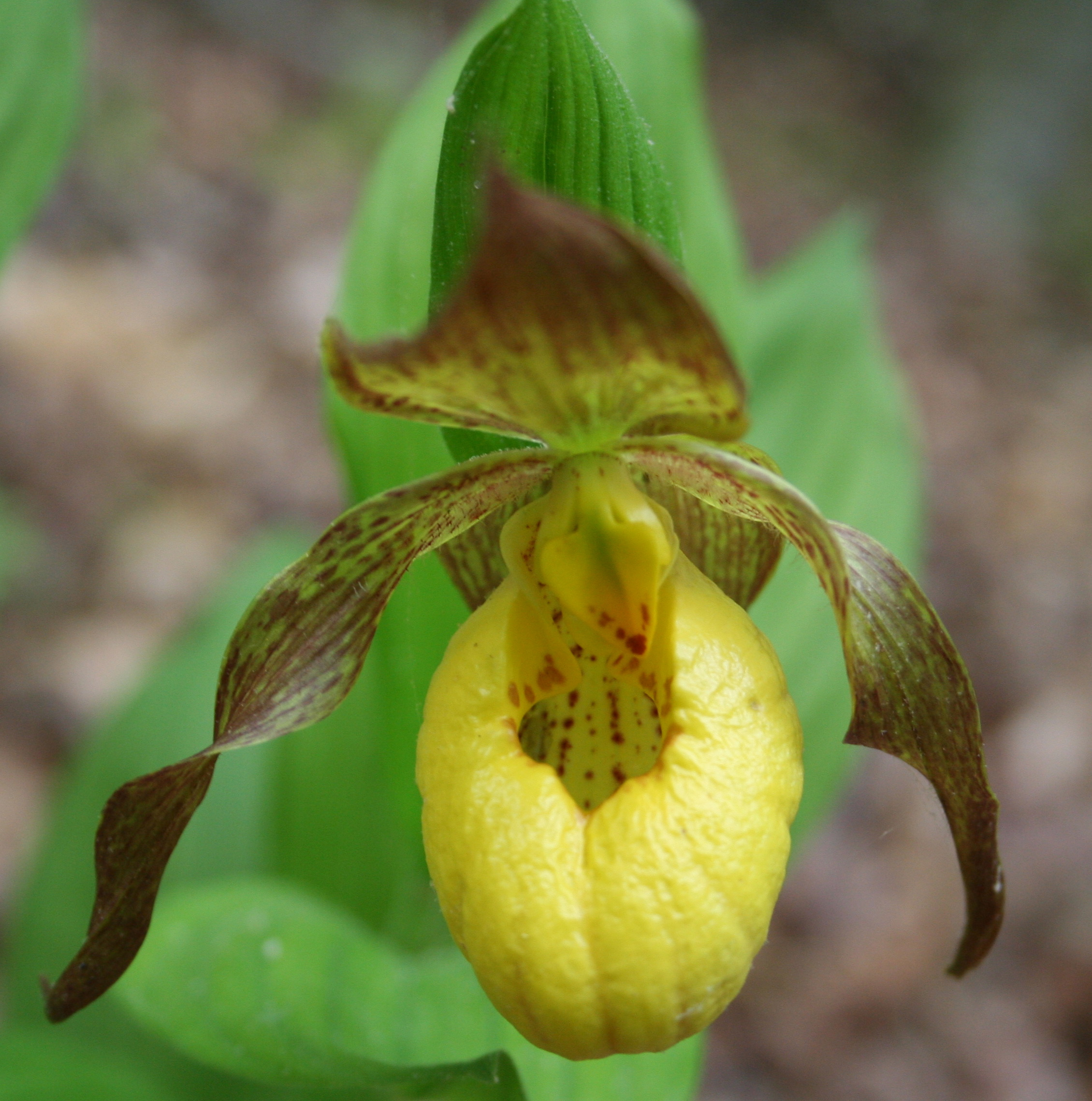
Cyp. parviflorum var. parviflorum

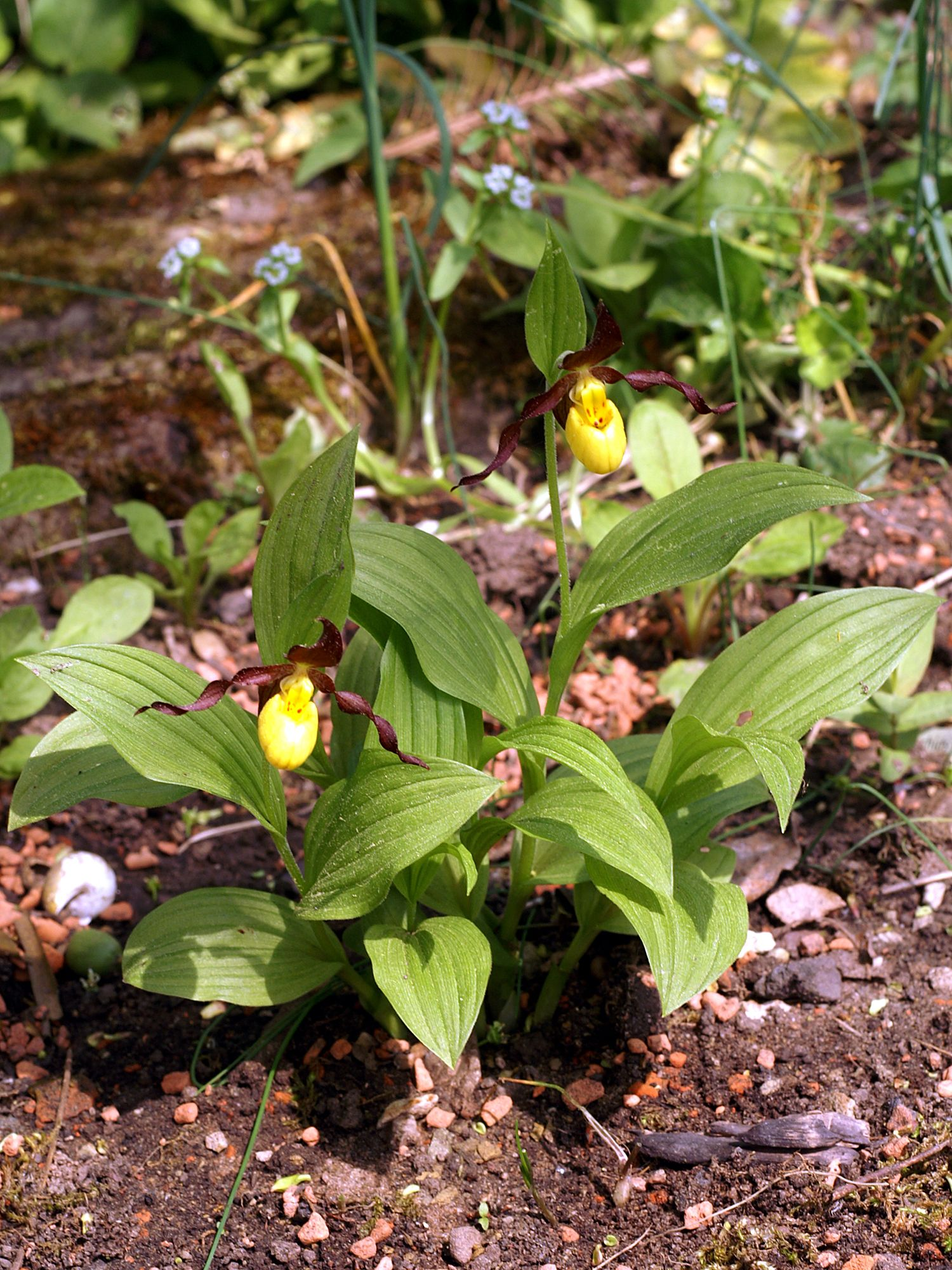
Cyp. parviflorum var. parviflorum

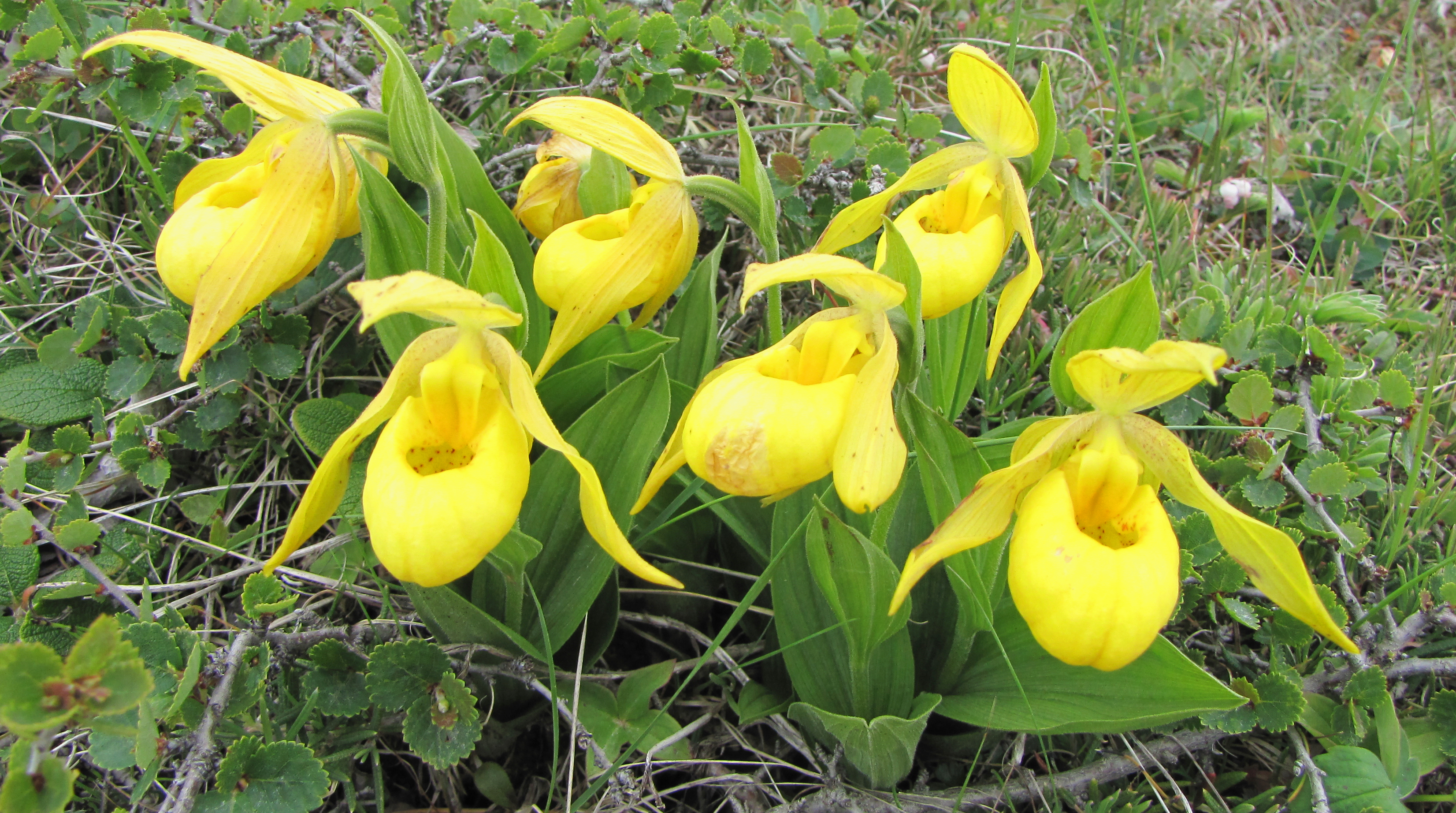
Cyp. parviflorum var. pubescens

Башмачок мелкоцветковый крайне полиморфный вид. Высота растений, размер и окраска цветков в различных популяциях сильно отличаются. На карбонатных почвах и на севере ареала растения обычно мелкие с относительно некрупными цветками. Такие растения из Ньюфаундленда первоначально были описаны, как Cyp. parviflorum var. planipetalum (в настоящее время эта вариация входит с синонимию Cyp. parviflorum var. pubescens). Будучи пересаженными в места с более мягким климатом и богатой почвой, эти же растения делаются более крупными и морфологически не отличимыми от номинального.
Помимо индивидуальной изменчивости, во многих частях ареала, Башмачок мелкоцветковый образует естественные гибриды с другими видами и гибридами башмачков.
Травянистые прямостоячие многолетние растения высотой 15—70 см.
Листья обычно в количестве 3, яйцевидно-ланцетные, до 15 см длиной, слегка опушённые.
Корневище короткое с волокнистыми корнями.
Цветков 1—2.
Чашелистики зеленоватые или желтоватые покрыты тёмной красно-коричневой маркировкой. Парус 19—80 × 7—40 мм. Боковые чашелистики сросшиеся. Лепестки спирально закрученные или волнистые, редко плоские, 24—97 × 3—12 мм.
Губа бледо- или тёмно-жёлтой, редко белой окраски, редко с красными пятнами, 15—54 мм.
Стаминодий треугольный, тёмно-жёлтый с фиолетовыми пятнами, до 8 мм в длину.

## В культуре
Зоны морозостойкости 2—8 (2 с дополнительным осенним мульчированием). Некоторые авторы считают, что зоны морозостойкости различных подвидов различаются:
- Cypripedium parviflorum var. parviflorum — 4—7
- Cypripedium parviflorum var. pubescens — 3—8а[8]

В условиях Москвы и Тверской области (Андреапольский район) хорошо разрастается и регулярно цветёт.
Почвенная смесь воздухопроницаемая и хорошо дренированная. Культура такая же, как для Cypripedium calceolus, за исключением того, что башмачок мелкоцветковый предпочитает слегка кислые почвы, поэтому в почвенной смеси вместо известняка рекомендуется использовать крупный песок и добавить небольшое количество сосновой хвои. Некоторые авторы считают, что оптимальным субстратом является нейтральная почвенная смесь большая часть которой составляют неорганические компоненты: крупный песок, пемза, перлит и т.п. смешанные с небольшим количеством органического материала. Высота растений зависит от освещённости, чем больше солнца — тем меньше высота растений. Рекомендуется от 2 до 3 часов прямого солнечного света рано утром и пятнистая тень остаток дня. При избытке солнечного света листья обесцвечиваются и на них могут появляться светлые пятна.
pH почвы:
- var. parviflorum pH около 6,6[13].
- var. pubescens pH около 7,1[14].

Другие авторы сообщают, что данный вид хорошо растет на почвах с pH от 5,0 до 7,5.
Полив рекомендуется осуществлять в утренние часы. Это уменьшает вероятность появления гнилей (особенно у молодых и недавно посаженных растений).
Посадку молодых растений лучше производить в грунт с минимальным содержанием органики, глубина посадки должна быть какой, что бы от спящей почки до поверхности грунта было от 1,5 до 2 см. Пересадка и деление кустов производится осенью, после отмирания наземных частей растений. Со временем крупные куртины требуется делить на фрагменты с 2—4 почками.

## Грексы и естественные гибриды

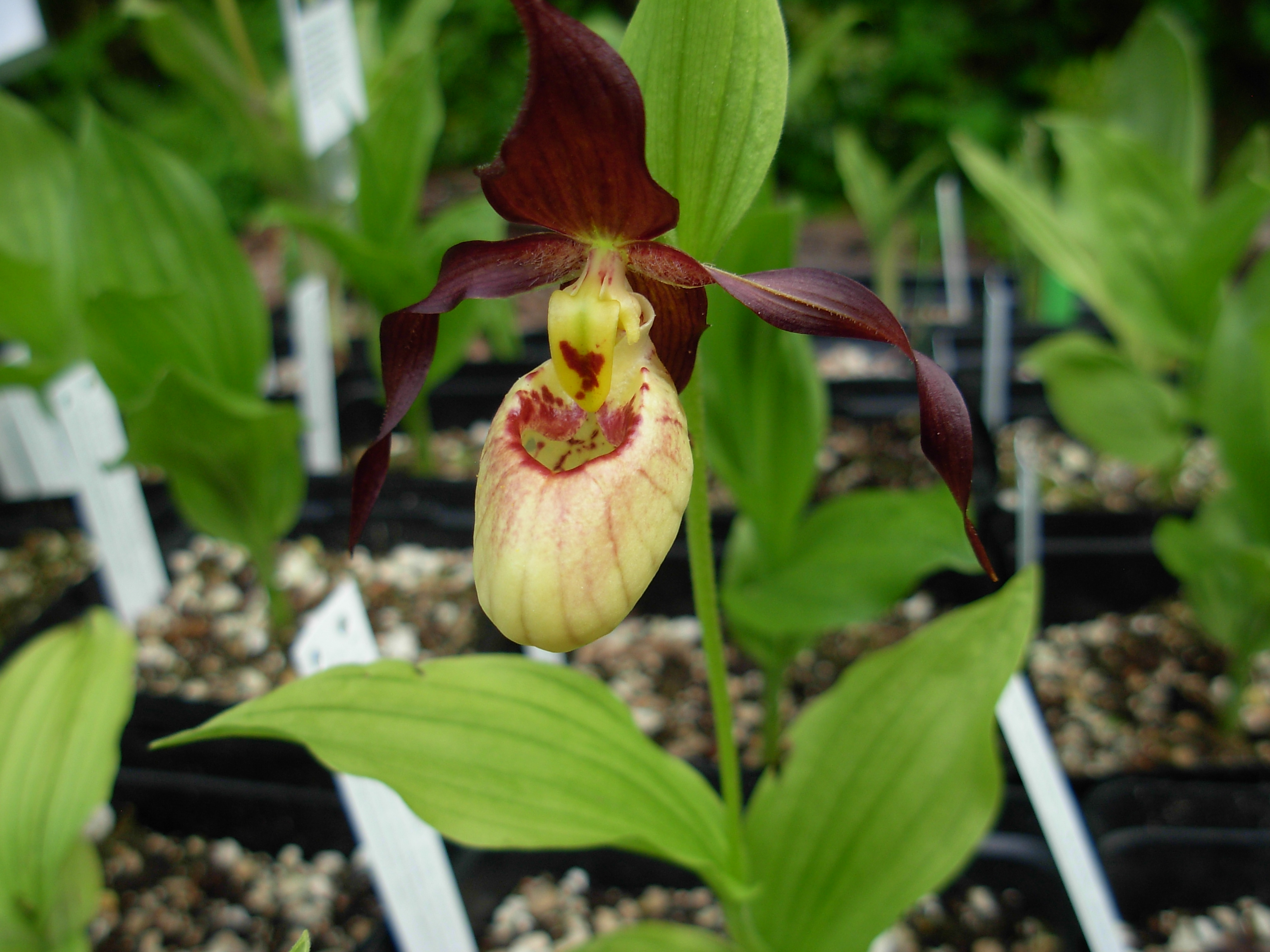
Cypripedium Emil

По данным The International Orchid Register, на январь 2012 года.
- Achim W.Frosch, 2003 (= Cypripedium parviflorum var. pubescens × Cypripedium froschii)
- Aki W.Frosch, 1996  (= Cypripedium parviflorum var. pubescens × Cypripedium macranthos)
- × andrewsii nm. favillianum (= Cypripedium parviflorum var. pubescens × Cypripedium candidum)
- × andrewsii nm. landonii естественный гибрид (= Cypripedium andrewsii  nm. favillianum × Cypripedium parviflorum)
- × andrewsii естественный гибрид (= Cypripedium candidum × Cypripedium parviflorum)
- Annegret W.Frosch, 2010  (= Cypripedium parviflorum var. makasin × Cypripedium shanxiense)
- Axel J.Petersen, 1998 (= Cypripedium parviflorum × Cypripedium tibeticum)
- Betty Maier E.Maier, 2004 (= Cypripedium macranthos × Cypripedium parviflorum var. planipetalum)
- Bill W.Frosch, 2004  (= Cypripedium parviflorum var. pubescens × Cypripedium tibeticum)
- Blondi W.Frosch, 2007  (= Cypripedium parviflorum var. pubescens × Cypripedium macranthos var. rebunense)
- Camiel von Rad, 2005 (= Cypripedium parviflorum var. parviflorum × Cypripedium plectrochilum)
- Carol Ilene P.Keisling, 2005 (= Cypripedium parviflorum var. pubescens × Cypripedium macranthos var. hotei-atsumorianum)
- Carson W.Frosch, 1992 (= Cypripedium parviflorum × Cypripedium formosanum)
- Chauncey C.Whitlow, 1993 (= Cypripedium parviflorum × Cypripedium segawai)
- × columbianum естественный гибрид  (= Cypripedium parviflorum var. pubescens × Cypripedium montanum)
- Emil W.Frosch, 1993 (= Cypripedium parviflorum × Cypripedium calceolus)
- Favillianum C.Whitlow, 1994 (= Cypripedium parviflorum var. pubescens × Cypripedium candidum)
- × favillianum естественный гибрид (= Cypripedium candidum × Cypripedium parviflorum var. parviflorum)
- Genesis C.Whitlow, 1987 (= Cypripedium reginae × Cypripedium parviflorum var. pubescens)
- Gisela gx Ray Group J.Petersen, 2011 (= Cypripedium parviflorum × Cypripedium macranthos var. taiwanianum)
- Gisela W.Frosch, 1992 (= Cypripedium parviflorum × Cypripedium macranthos)
- GPH Little Charlie R.Burch, 2010 (= Cypripedium parviflorum var. makasin × Cypripedium macranthos var. albiflorum)
- GPH Memoria Charles Frail Jr P.Perakos, 2009 (= Cypripedium parviflorum var. pubescens × Cypripedium macranthos var. album)
- Hank Small C.Whitlow, 1991 (= Cypripedium parviflorum × Cypripedium henryi)
- Hedwig K.D.Schmidt, 2011 (= Cypripedium Ingrid × Cypripedium parviflorum var. pubescens)
- × herae естественный гибрид (= Cypripedium reginae × Cypripedium parviflorum var. pubescens)
- Inge W.Frosch, 2003  (= Cypripedium parviflorum × Cypripedium fasciolatum)
- Ingrid W.Frosch, 1990 (= Cypripedium parviflorum × Cypripedium cordigerum)
- January Sunshine O/U, 2007 (= Cypripedium acaule × Cypripedium parviflorum var. pubescens)
- John W.Frosch, 2006 (= Cypripedium parviflorum var. parviflorum × Cypripedium yunnanense)
- Johnny Petersen S.Malmgren, 1999 (= Cypripedium parviflorum × Cypripedium macranthos var. rebunense)
- Joseph Henry P.Corkhill, 2005 (= Cypripedium parviflorum × Cypripedium calcicola)
- Katrin W.Frosch, 2005 (= Cypripedium Philipp × Cypripedium parviflorum var. pubescens)
- Kristi Lyn P.Keisling, 2003 (= Cypripedium parviflorum var. pubescens × Cypripedium henryi)
- Lizzy Ann P.Corkhill, 2005 (= Cypripedium parviflorum × Cypripedium froschii)
- Lothar Pinkepank H.Pinkepank, 2005 (= Cypripedium parviflorum var. pubescens × Cypripedium kentuckiense)
- Manfred In Vitro Orch. Raschun, 2010 (= Cypripedium parviflorum × Cypripedium fargesii)
- Maria W.Frosch, 1991 (= Cypripedium parviflorum × Cypripedium macranthos var. speciosum)
- Otmar Riegler Handlbauer, 2007 (= Cypripedium farreri × Cypripedium parviflorum var. pubescens)
- Otto W.Frosch, 1991 (= Cypripedium calceolus × Cypripedium parviflorum var. pubescens)
- Patrick Pinkepank H.Pinkepank, 1998 (= Cypripedium parviflorum var. planipetalum × Cypripedium tibeticum)
- Paul W.Frosch, 2009 (= Cypripedium parviflorum var. parviflorum × Cypripedium franchetii)
- Piccolo W.Frosch, 2007 (= Cypripedium parviflorum var. planipetalum × Cypripedium yunnanense)
- Rascal C.Whitlow, 1990 (= Cypripedium kentuckiense × Cypripedium parviflorum)
- Roland In Vitro Orch. Raschun, 2005 (= Cypripedium parviflorum var. pubescens × Cypripedium corrugatum)
- Sebastian W.Frosch, 1998 (= Cypripedium parviflorum × Cypripedium montanum)
- Tower Hill P.Keisling, 2003 (= Cypripedium parviflorum var. pubescens × Cypripedium macranthos var. speciosum)
- Ulli W.Frosch, 1994 (= Cypripedium parviflorum var. pubescens × Cypripedium cordigerum)
- Victoria P.Corkhill, 2005 (= Cypripedium parviflorum var. pubescens × Cypripedium fasciolatum)

## Применение
Использовался и продолжает использоваться, как народное средство для лечения ряда заболеваний (нервных расстройств, головной боли, лихорадки, расстройств желудка, эпилепсии, бессонницы, мышечных спазмов и других), а также в качестве галлюциногена при приёме в больших дозах. Обычный способ приготовления — отвар из корневища употребляемый сразу после приготовления.